# Gertrud Zetterholm
Gertrud Zetterholm, född Villius, folkbokförd som Gertrud Villius,
född den 1 april 1918 i Ronneby, död 9 oktober 2020 i Växjö domkyrkodistrikt, var en svensk författare, journalist och kåsör.

## Biografi
Gertrud Zetterholm, vars far var tandläkare Emil Villius, tog realexamen 1936. Hon debuterade 1946 med romanen Obemärkt som följdes av två barnböcker. Mellan 1964 och 1979 var hon kåsör i Femina och i Kyrkans Tidning mellan 1982 och 1986. Parallellt med sitt skrivande var hon också verksam som översättare, huvudsakligen av barn- och ungdomsböcker.
Zetterholm var sommarpratare i radioprogrammet Sommar i Sveriges Radio P1 år 1966.

## Familj
Gertrud Zetterholm var syster till historikern Hans Villius samt är i ett upplöst äktenskap med Tore Zetterholm mor till Finn Zetterholm, Åsa Zetterholm och Dag Zetterholm. Gertrud Villius Zetterholm var bosatt i Sigtuna. På ålderns höst flyttade hon till Växjö.

## Priser
- Stora Journalistpriset 1966 tillsammans med Gunnar A. Olin (Läkartidningen)